# Giovanni Casimiro di Isenburg-Büdingen-Birstein
Giovanni Casimiro di Isenburg-Büdingen-Birstein (Birstein, 9 dicembre 1715 – Bergen, 13 aprile 1759) è stato un generale e nobile tedesco.

## Biografia

### I primi anni e la famiglia
Giovanni Casimiro era il figlio sestogenito del conte Wolfgang Ernesto I di Isenburg-Büdingen-Birstein (1686-1754, elevato al rango di principe imperiale dall'imperatore Carlo VII del Sacro Romano Impero il 23 maggio 1744) e della sua prima moglie, la contessa Friederike Elisabeth von Leiningen-Dagsburg. Anche suo fratello maggiore Cristiano Luigi fu generale e suo superiore. Giovanni Casimiro rimase celibe per tutta la sua vita.
A partire dal 1733, ricevette la propria educazione grazie al maestro di corte e diplomatico Friedrich Karl von Buri, il quale lo accompagnò nei suoi studi presso l'Università di Giessen e tra il 1735 ed il 1736 in un grand tour in Francia.

### La carriera militare
Giovanni Casimiro iniziò la propria carriera militare al servizio dell'impero russo. Nel corso della guerra russo-svedese (1741-1743) venne fatto prigioniero dagli svedesi. Dopo il suo rilascio, decise di porsi al servizio del langravio Guglielmo VIII d'Assia-Kassel e fu tra i 6 000 uomini inviati in Inghilterra nel 1746 da re Federico I di Svezia, fratello maggiore del langravio Guglielmo, per sostenere re Giorgio II d'Inghilterra contro i ribelli giacobiti scozzesi guidati dal principe Carlo Edoardo Stuart, pretendente a quella corona. Tuttavia, l'esercito dell'Assia non prese parte ai combattimenti poiché la ribellione portò poco dopo alla sconfitta degli scozzesi nella battaglia di Culloden dell'aprile del 1746. Il contingente dell'Assia passò così nei Paesi Bassi dove prese parte all'ultima fase della guerra di successione austriaca. Nel 1751 Giovanni Casimiro venne promosso maggiore generale.
Nel 1756 fece parte del corpo ausiliario dell'Assia che suo fratello maggiore Cristiano Luigi ricondusse in Inghilterra per respingere un temuto sbarco francese sulle coste britanniche che però non avvenne mai e pertanto nel marzo del 1757 le truppe assiane fecero ritorno in Germania per poi passare subito dopo sotto il comando di Guglielmo, duca di Cumberland, figlio di Giorgio II d'Inghilterra il quale, come sovrano anche dello stato tedesco dell'Hannover, chiese ai soldati tedeschi di difenderne i confini per evitare che i francesi potessero penetrarvi durante la guerra dei sette anni. Non prese parte alla battaglia di Hastenbeck contro i francesi guidati dal maresciallo Louis Charles César Le Tellier poiché era stato inviato a Minden con un distaccamento di uomini, ma dopo la sconfitta dell'esercito tedesco nello scontro venne costretto dapprima a ritirarsi a Brema e poi, nella primavera del 1758, sotto la guida del successore del duca di Cumberland, il duca Ferdinando di Brunswick-Wolfenbüttel, prese parte alla campagna militare in Vestfalia. Promosso tenente generale, dopo essere stato nominato l'anno precedente titolare del reggimento di fanteria "Donop", il 9 maggio 1758 gli venne ordinato di lasciare Munster con due battaglioni e due squadroni del suo reggimento in Alta Assia e di recarsi a proteggere i confini del paese dalle incursioni dei francesi nell'area di Francoforte sul Meno. Per assolvere a questo compito necessitava di ulteriori truppe che però al 1º giugno di quell'anno erano giunte appena a 4 000 unità, e venne costretto pertanto a ritirarsi di fronte all'avanzata dei francesi del maresciallo Victor-François de Broglie che disponeva di 8 500 unità. Per ordine del duca Ferdinando di Brunswick, affrontò Broglie il 23 luglio nella battaglia di Sandershausen, poco ad est di Kassel, dove venne sconfitto. Subì pesanti perdite e fu costretto a ritirarsi a Einbeck.
Il 22 settembre intraprese una nuova marcia verso Kassel su ordine del duca Ferdinando. A Holzminden, passò sulla sponda occidentale del Weser e si unì con le forze del generale hannoveriano Christoph Ludwig von Oberg che, in qualità di più anziano di grado, assunse il comando supremo. A Lutterberg, a nord-est di Kassel, i due gruppi si scontrarono con l'esercito francese il 10 ottobre e vennero nuovamente sconfitti dalle truppe del maresciallo Carlo di Rohan-Soubise. Poiché il principe di Rohan-Soubise venne costretto a portarsi verso i suoi quartieri invernali nella zona di Hanau, anche Giovanni Casimiro poté ritirarsi in Assia con le sue truppe.
Il 10 aprile 1759 Ferdinando si trasferì nuovamente da Fulda a Brunswick in direzione di Francoforte, dove il maresciallo Broglie aveva concentrato i suoi circa 31 000 uomini. Ferdinando intendeva prima eliminare Broglie e poi opporsi alla gruppo principale delle forze francesi composto da 66 000 uomini al comando del maresciallo Louis Georges Érasme de Contades nel Basso Reno. Il 13 aprile 1759, nei pressi di Bergen, le truppe assiane si scontrarono con quelle del maresciallo Broglie ed in uno dei tre attacchi falliti alle postazioni francesi, Giovanni Casimiro venne colpito da un proiettile in pieno petto che lo uccise sul colpo. Dopo il terzo attacco fallito, il duca Ferdinando annullò la battaglia.